# Sobrepeña (La Ercina)
Sobrepeña es una localidad española que forma parte del municipio de La Ercina, en la provincia de León, comunidad autónoma de Castilla y León.

## Geografía

### Ubicación
| Noroeste: Veneros               | Norte: Felechas              | Noreste: Sotillos de Sabero |
| Oeste: Acisa de las Arrimadas   |                              | Este: La Ercina             |
| Suroeste Acisa de las Arrimadas | Sur: Fresnedo de Valdellorma | Sureste: La Ercina          |

## Demografía
Evolución de la población
| Gráfica de evolución demográfica de Sobrepeña entre 2000 y 2017    |
|                                                                    |
| Población de derecho (2000-2017) según el padrón municipal del INE |